# Капустянський цукровий завод

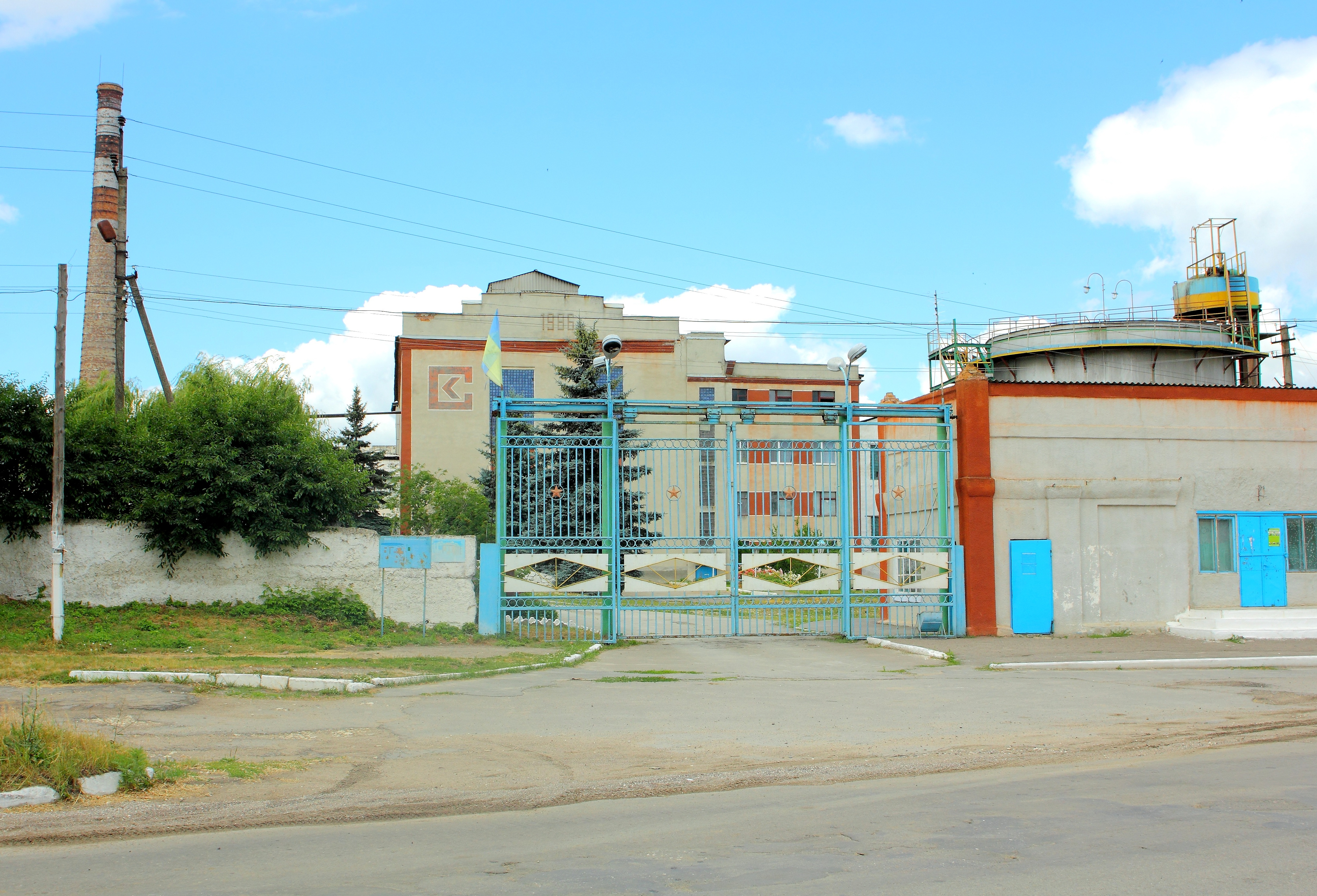

Капустянський цукровий завод — колишнє підприємство харчової промисловості у селі Капустяни Тростянецького району Вінницької області України, припинило своє існування.
Збудований у 1853 році С. Щеніовським та э одним із найстаріших цукрових заводів Поділля та України.
Згідно з даними 1883-1884 року по цукроварінню у Російській імперії завод Й. Ярошинському та І. Щеніовському, а директором заводу на той час був Г. Піонтковський.
Наприкінці 1880-х відкрита вузькоколійна залізнична гілка Вапнярка — Капустяни шириною колії 750 мм та довжиною 21 км, що дозволила транспортувати продукцію заводу заллізницею.
У 1902 році І. Щеніовський відкриває Капустянське дослідне училище.
У сезоні 1909 року на заводі задіяли 558 робітників. Цукровий завод працював на паровій тязі. Вироблявся цукор-рафінад (за сезон виготовлено 487 т на загальну вартість 511276 руб.), білий цукор-пісок, жотий цукор, мляса та жом.
З документів Брацлавської повітової земельної управи 1910-1912 років відомо, що для підвозу цукрового буряка на Капустянський цукровий завод використовувався залізничний та гужовий транспорт. З бурячної до приміщення заводу подача сировини відбувалася за допомогою водяного транспортера довжиною 70 саж. (149,4 м). Для очистки сировини використовувалася бурякомийниця системи Пустинського та уловлювач для соломи системи Мичена, а для її переробки — бурякорізка системи Расмуса та неперервно діюча центрифуга Щеніовського-Піонтковського, де одночасно здійснювалися фугування і відбілювання цукрового утфелю.
У другій половині 1980-х років демонтували вузькоколійну гілку Вапнярка — Капустяни.
У 2015 році майно заводу за борги передали банку. Перед цим завод знаходився під управлінням фірми колишнього очільника Вінницької обласної державної адміністрації Івана Мовчана.
У 2018 році на заводі сталася пожежа.
Одним з останніх власників заводу був Іван Мовчан.
Станом на 2021 рік завод демонтують.

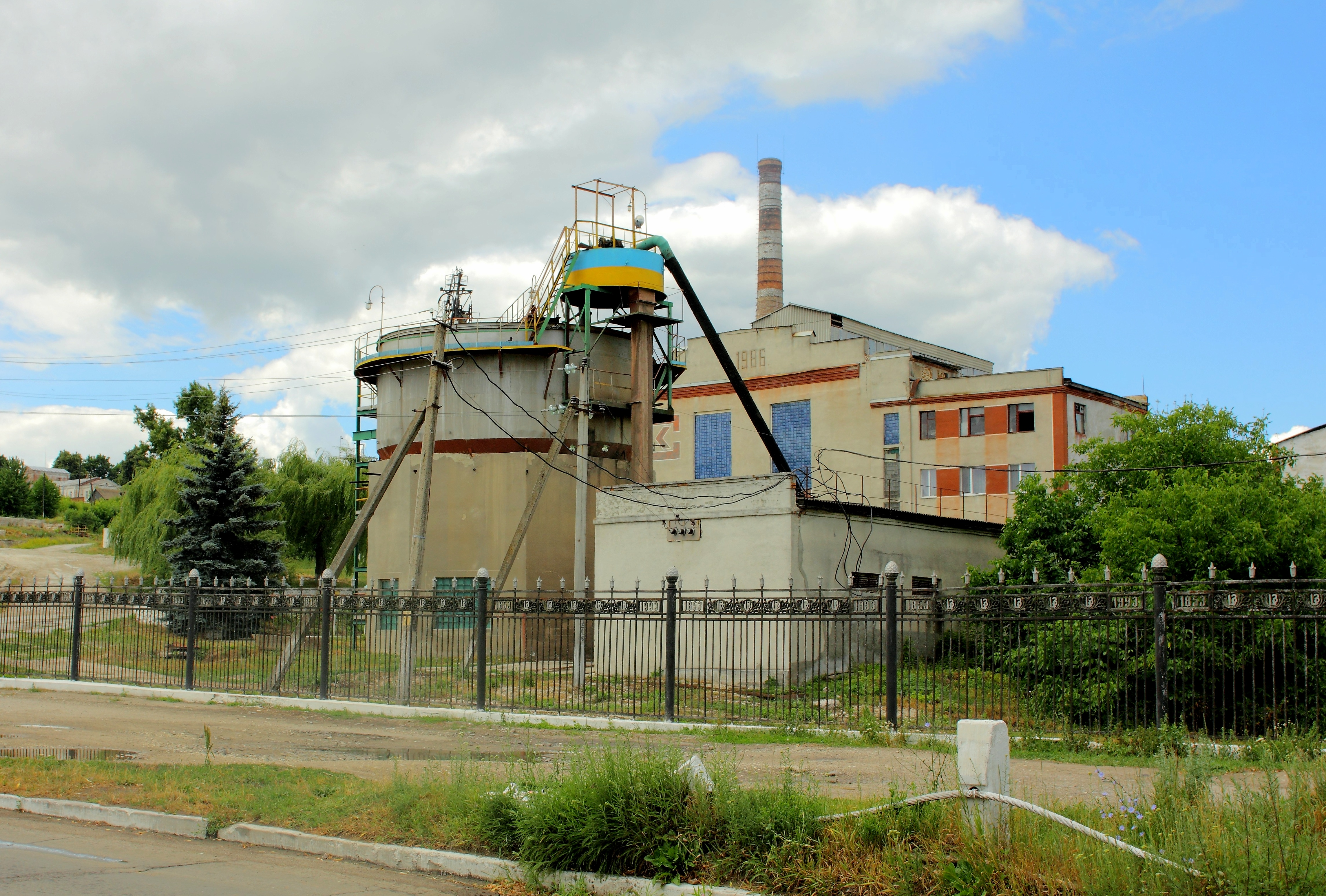
Завод у 2015 році
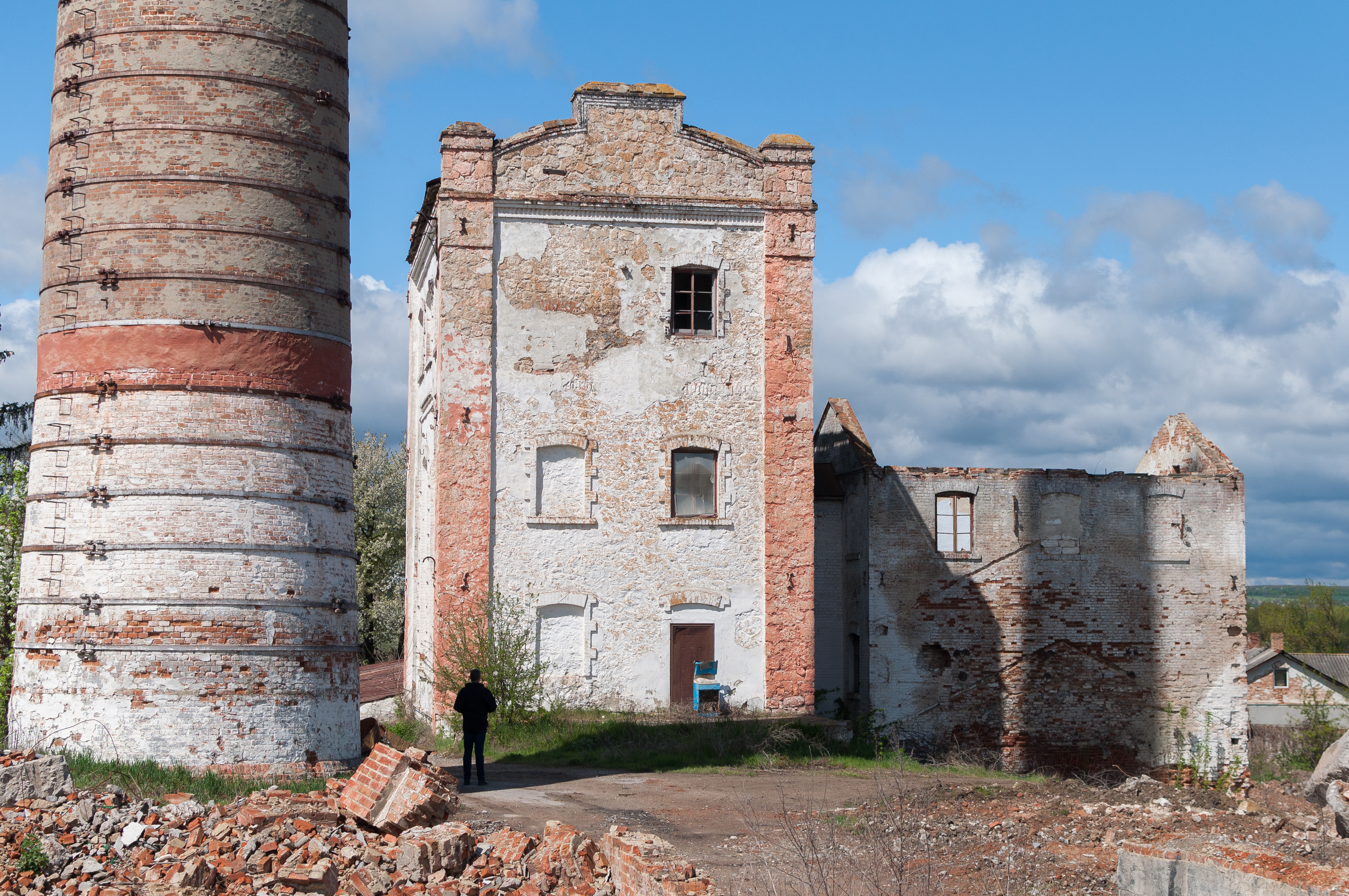
2021 рік
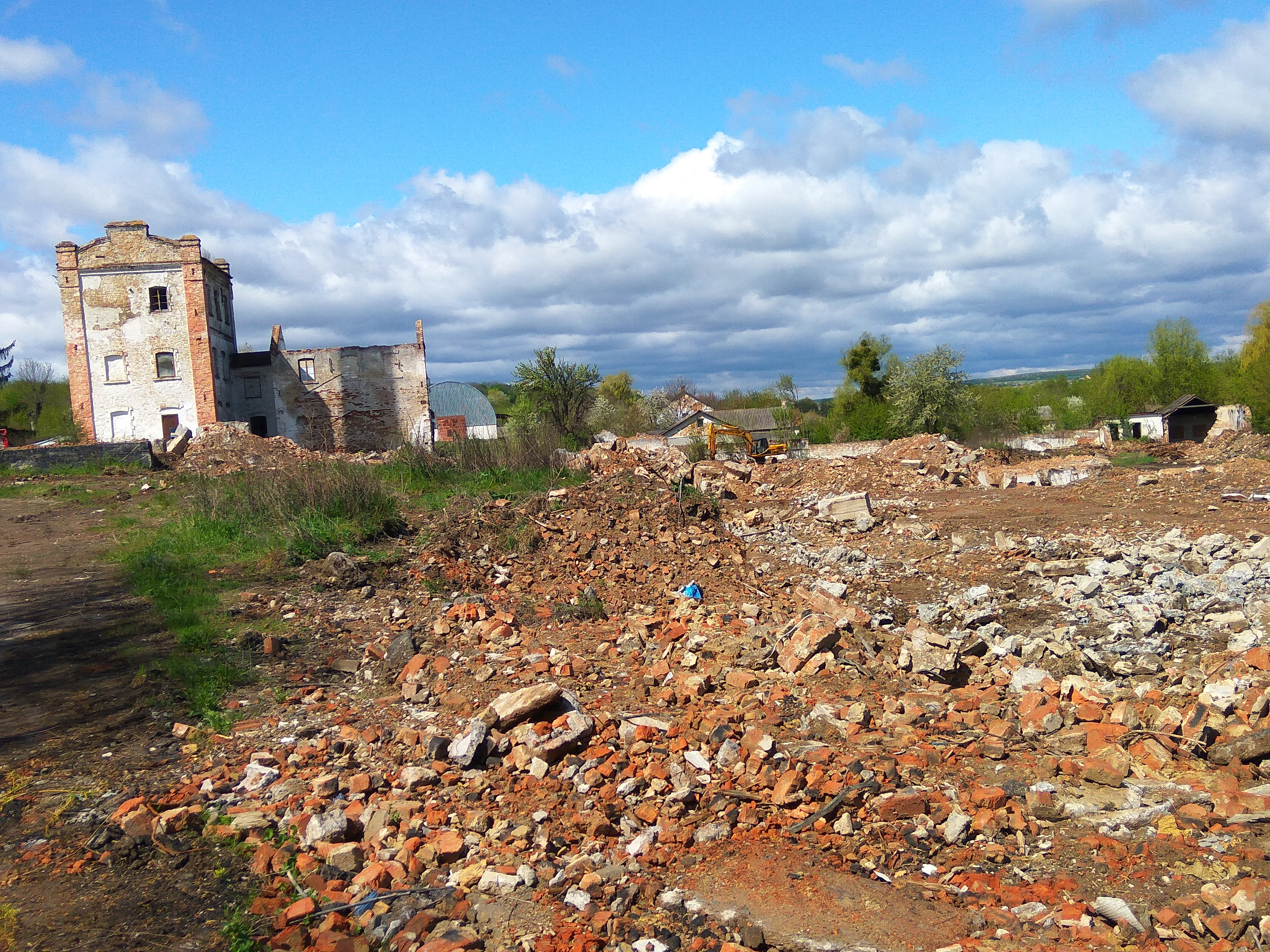
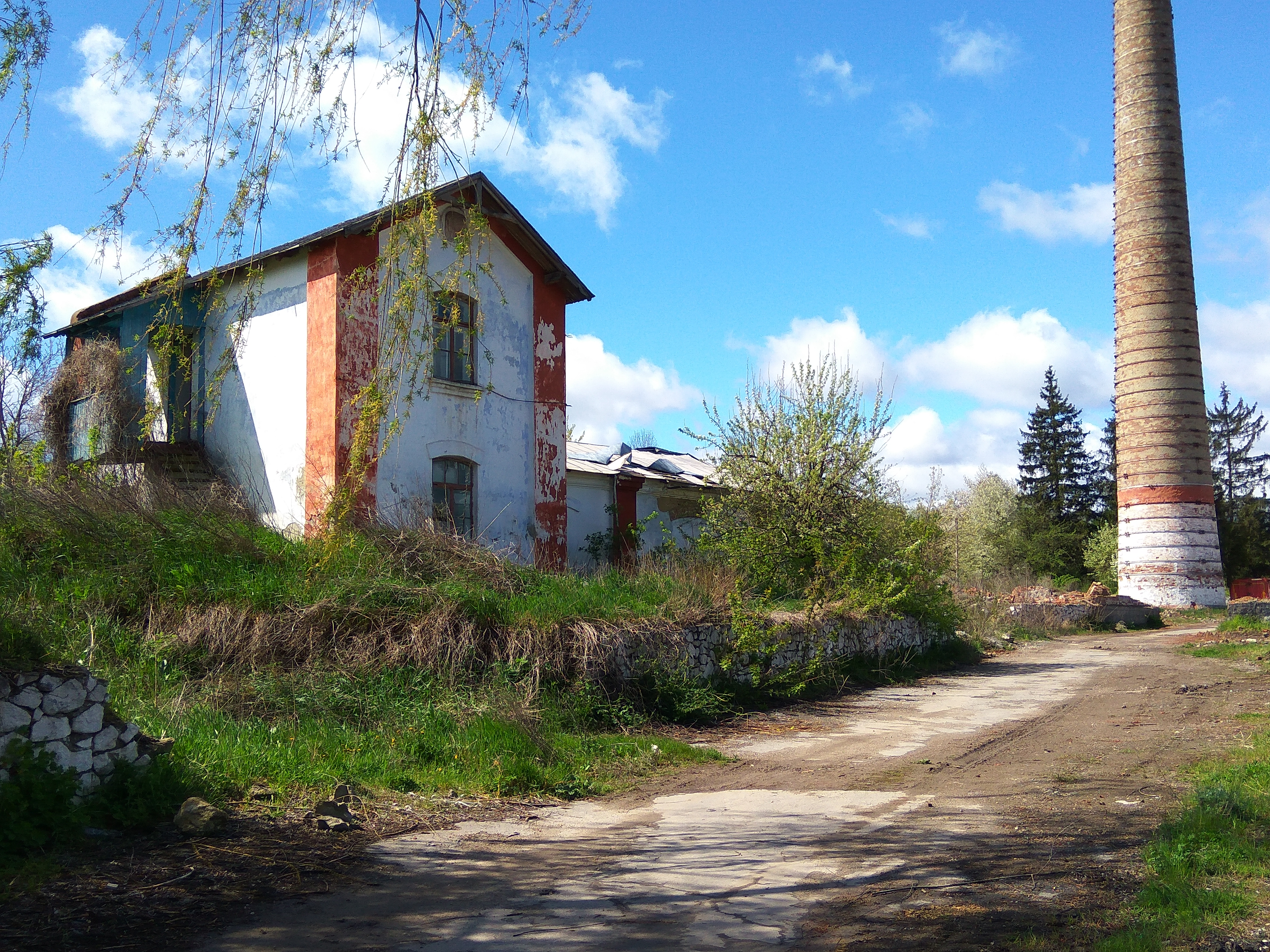
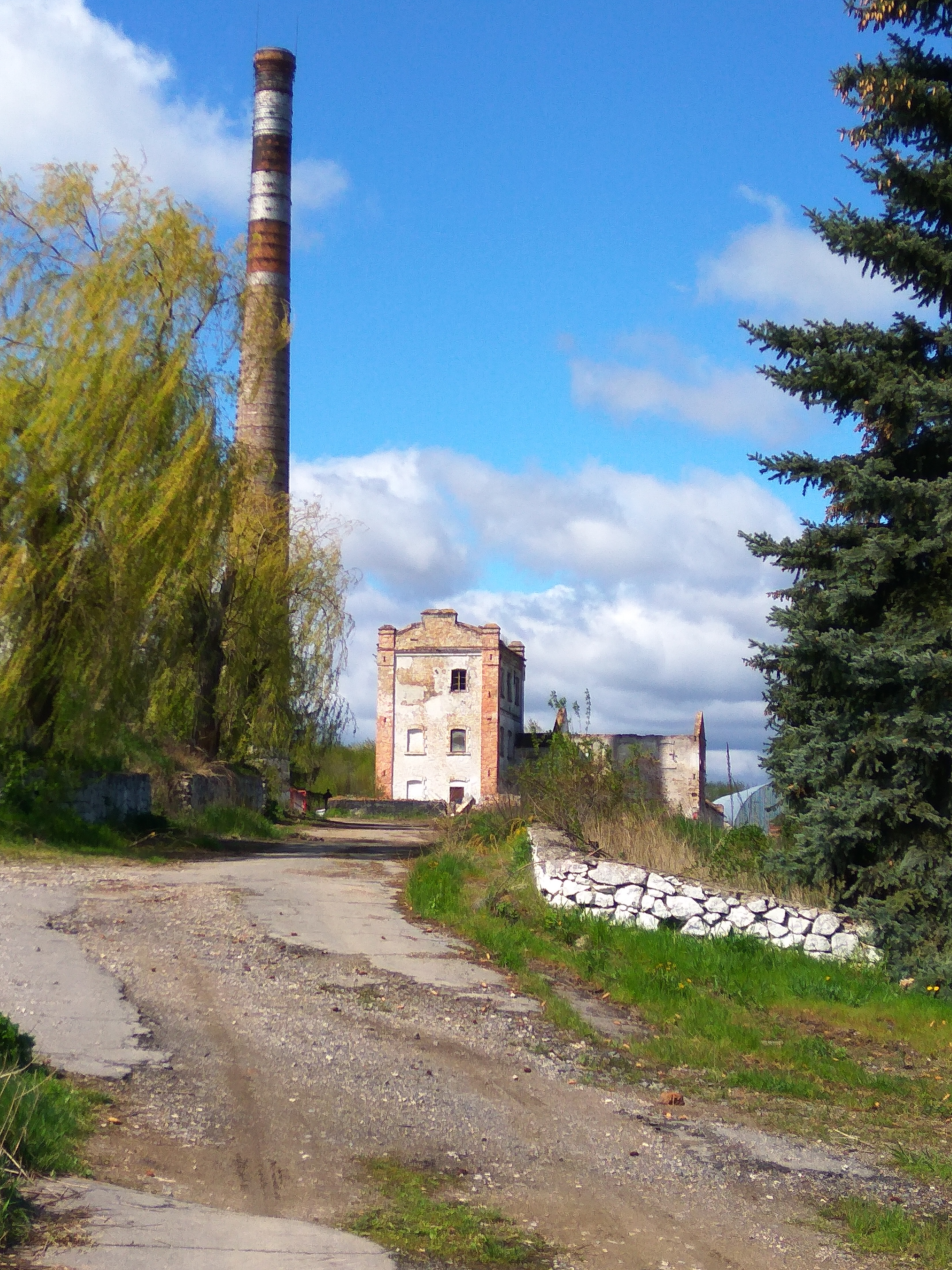